# Locomotiva DR Gruppo 01.05
Le Dr 01.05 sono state delle locomotive a vapore per treni passeggeri espressi e rapidi della Deutsche Reichsbahn della Repubblica Democratica Tedesca, create dalla conversione delle locomotive a vapore dalla serie DR 01.

## Storia
Poiché le locomotive della serie DR 01 erano ancora indispensabili per il traffico passeggeri, ma le locomotive erano usurate, sia i telai, sia le caldaie, era necessaria la loro sostituzione. A partire dal 1962 le officine riparazioni DR (Reichsbahnausbesserungswerk) di Meiningen trasformarono 35 locomotive Gruppo 01 sotto la supervisione del Centro ricerca e sviluppo di Halle/Saale.
La Deutsche Bundesbahn della Germania Ovest tra il 1950 e il 1951 aveva modificato cinque locomotive Gruppo 01 042, 046, 112, 154 e 192, riqualificando partire dal 1957 ulteriori 50 locomotive.
Come nel caso della Deutsche Bundesbahn l'amministrazione della Deutsche Reichsbahn scelse solo le unità con ruote da 1000 mm e freni potenziati (102 e seguenti). Tutte queste locomotive furono dotate dei parafumo Witte con le superfici rastremate, una nuova cabina di guida e una nuova caldaia, collocata sul telaio più in alto rispetto all'originale. La nuova caldaia aveva inoltre una sola camera di combustione, un miscelatore-preriscaldatore e una carenatura integrale sulla parte superiore. La RAW Meiningen ha quindi ammodernato 35 macchine di questa serie denominata Reko, abbreviazione di Rekolokomotive cioè locomotive ricostruite.
La locomotive dopo la ricostruzione ricevettero una nuova numerazione a partire da 0501, da cui la denominazione della serie.
A partire dalla locomotiva numero 01 519, in tutte le locomotive l'alimentazione delle caldaie è stata convertita da carbone a nafta. Nel tender di 13,5 m³ veniva trasportata la nafta. all fine, tranne che per le sette locomotive del deposito della stazione di Berlin Ostbahnhof tutte le altre locomotive sono state successivamente adattate con la combustione principale a nafta.
Nel 1970 le locomotive che non ricevettero la riconversione dell'alimentazione delle caldaie da carbone a nafta, ricevettero una nuova numerazione aumentata di 1000, con le prime due cifre da 05 a 15. Nel corso della crisi petrolifera degli anni settanta tutte le locomotive alimentate a nafta furono ritirate e richiamate in servizio quelle alimentate a carbone. Alcune delle locomotive convertite con l'alimentazione delle caldaie da carbone a nafta, vennero nuovamente riconvertite con alimentazione a carbone e queste locomotive vennero rinumerate: la locomotiva 01 0531-2, riconvertita nel 1984 è stata rinumerata 01 1531-1.
Il 27 novembre 1977 la locomotiva 01 1516-2 è stata coinvolta in un tragico incidente nella stazione di Bitterfeld, con l'esplosione della caldaia, causando la morte di 9 persone. Oltre al macchinista e al fuochista della locomotiva, altre sette persone morirono colpite da schegge e detriti che volarono nella stazione di Bitterfeld e altre 45 persone rimasero ferite.
Dopo essere state ritirate dal servizio attivo, diverse locomotive sono state utilizzate come locomotive di riscaldamento. Si trattava di vecchie locomotive a vapore, alcune delle quali non sono più idonee al servizio di linea, ma la loro caldaia era ancora funzionante, vennero utilizzate per riscaldare i locali dei depositi ferroviari, per fornire acqua calda per le docce o per fornire energia termica a edifici o fabbriche.
Le locomotive da riscaldamento che interessarono anche altre classi di locomotive, erano del tipo fisso o mobile. Le locomotive da riscaldamento di tipo mobile erano equipaggiate per il servizio di riscaldamento con prese di estrazione del vapore appropriate. Nelle locomotive è stato rimosso tutto ciò che non era necessario per la produzione di vapore o che poteva essere utilizzato come pezzo di ricambio per altre locomotive. Le unità del Gruppo 01.05 erano del tipo fisso.
Le unita del Gruppo 01.05 utilizzate come locomotive da riscaldamento furono le seguenti:
- DR 01 0510 a Greifswald[1]
- DR 01 0513 a Greifswald[1]
- DR 01 0517 a Greifswald[1]
- DR 01 0519 a Greifswald[1]
- DR 01 0533 a Pößneck[2]

La locomotiva 01 519 da locomotiva di riscaldamento fisso è tornata una locomotiva completamente operativa dopo essere stata sottoposta a lavori tra il 1990 e il 1991 e venduta in Svizzera nel 1991. Nel 1996, la locomotiva è stata acquistata dagli amici della ferrovia Zollernbahn, un'associazione per la conservazione di veicoli ferroviari storici, in particolare locomotive a vapore in buone condizioni di lavoro, che organizza viaggi giornalieri e navetta, principalmente nel Baden-Württemberg; la locomotiva dopo essere stata sottoposta a lavori a Rottweil, sede del club, è tornata in funzione dall'autunno 2015.

## Unità ricostruite

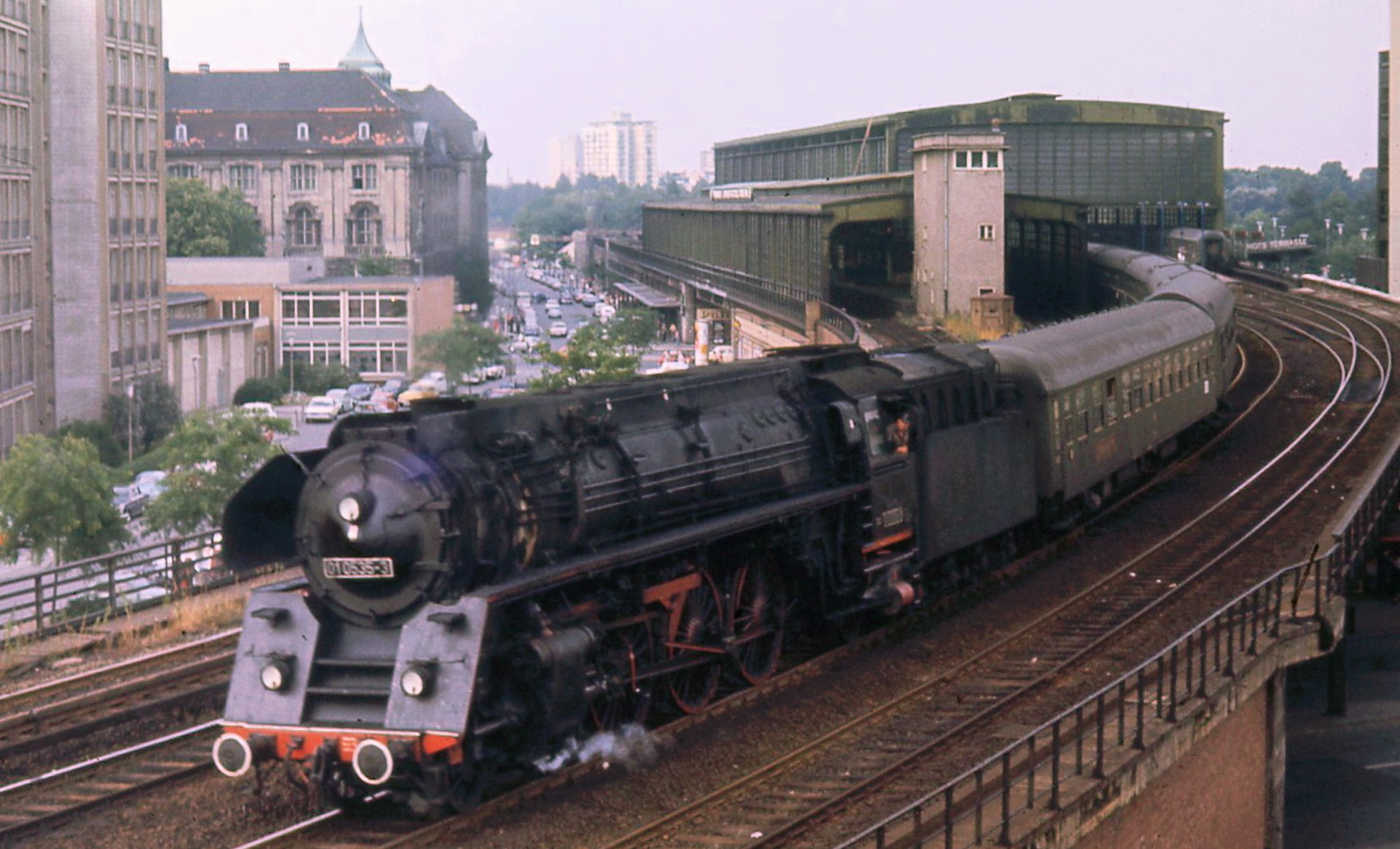
La locomotiva 01 0535-1 in partenza dalla stazione di Berlino Zoo

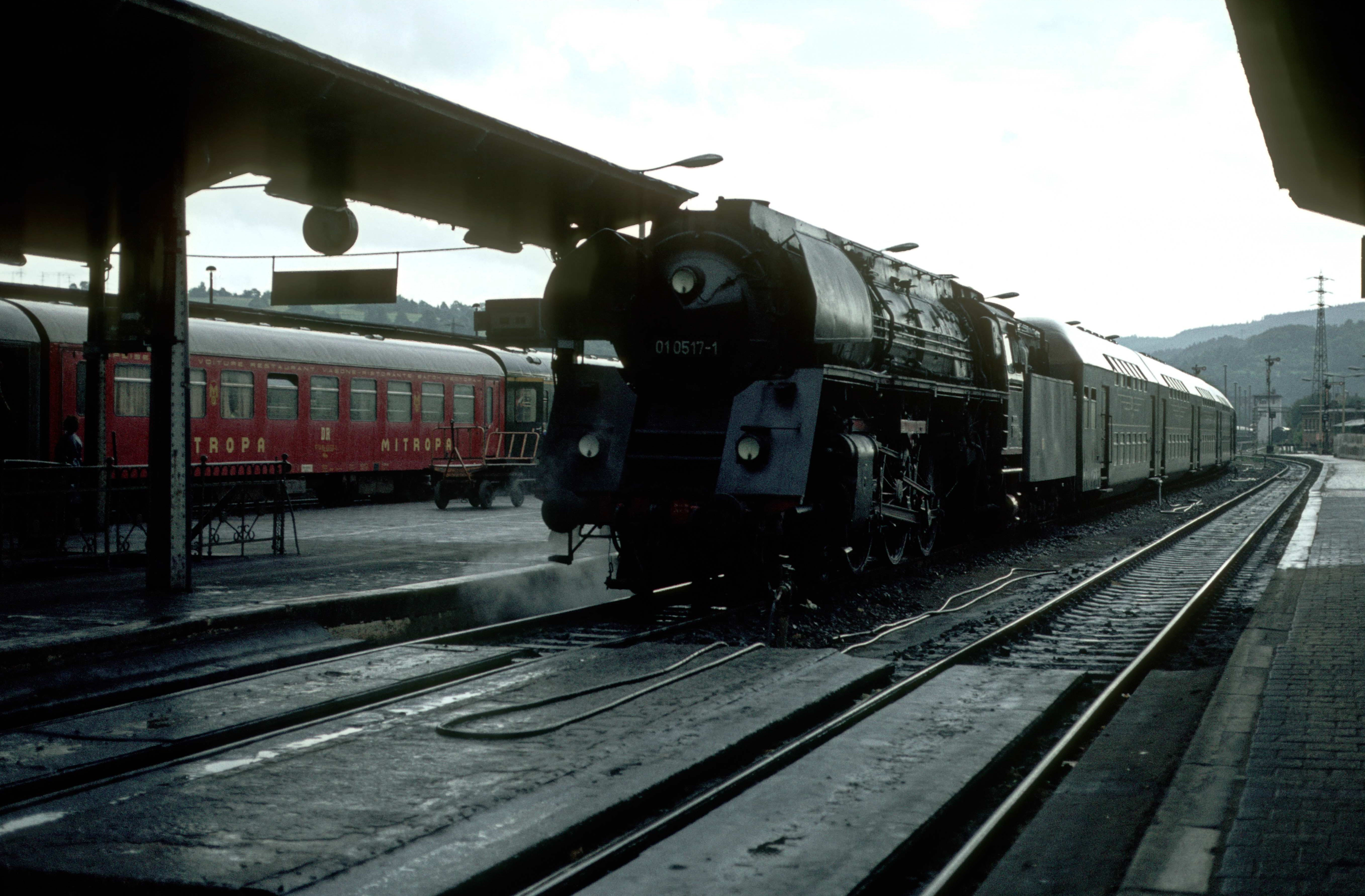
La locomotiva 01 0517-1 nella stazione di Saalfeld/Saale

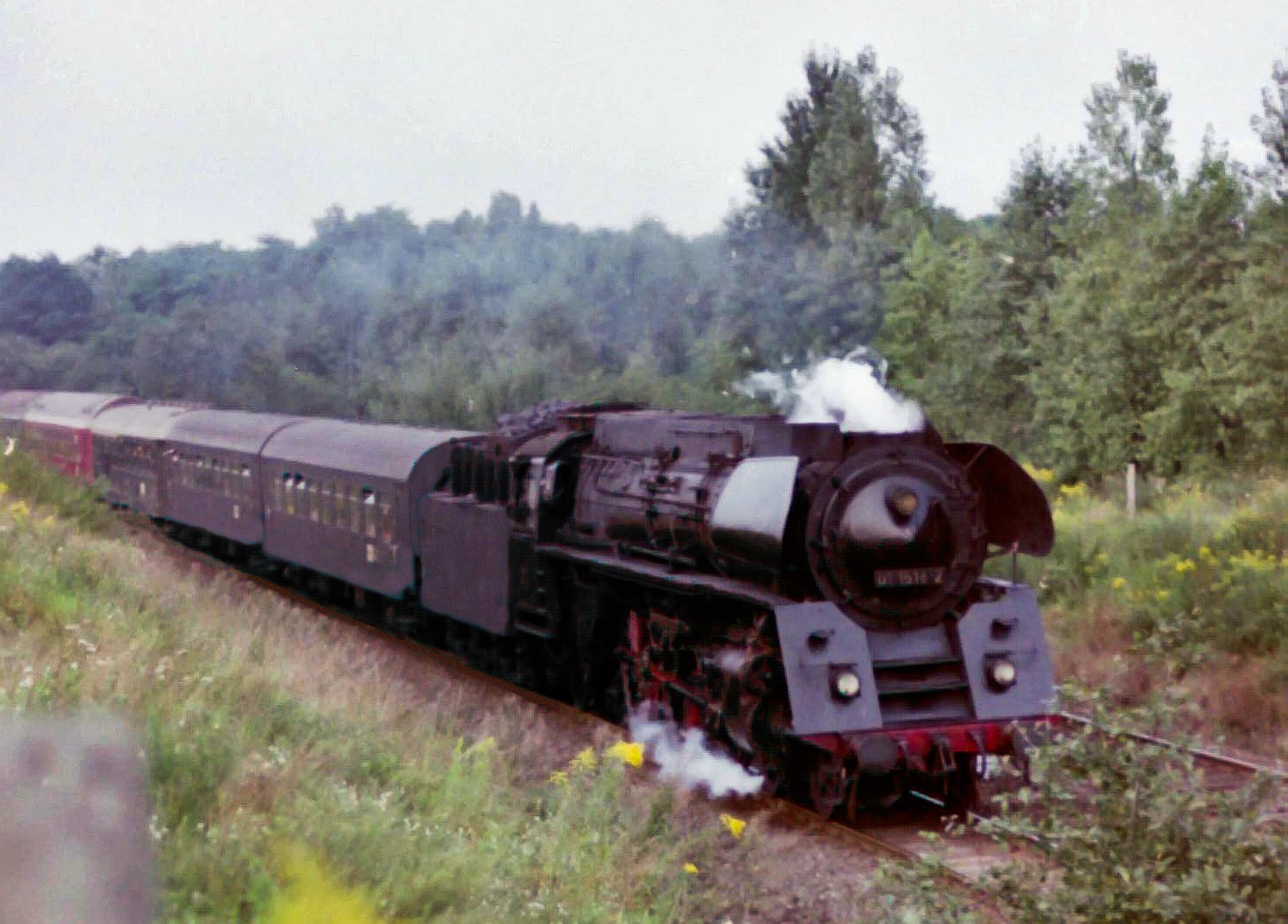
La locomotiva 01 1516-2 tre mesi precedenti l'esplosione di Bitterfeld

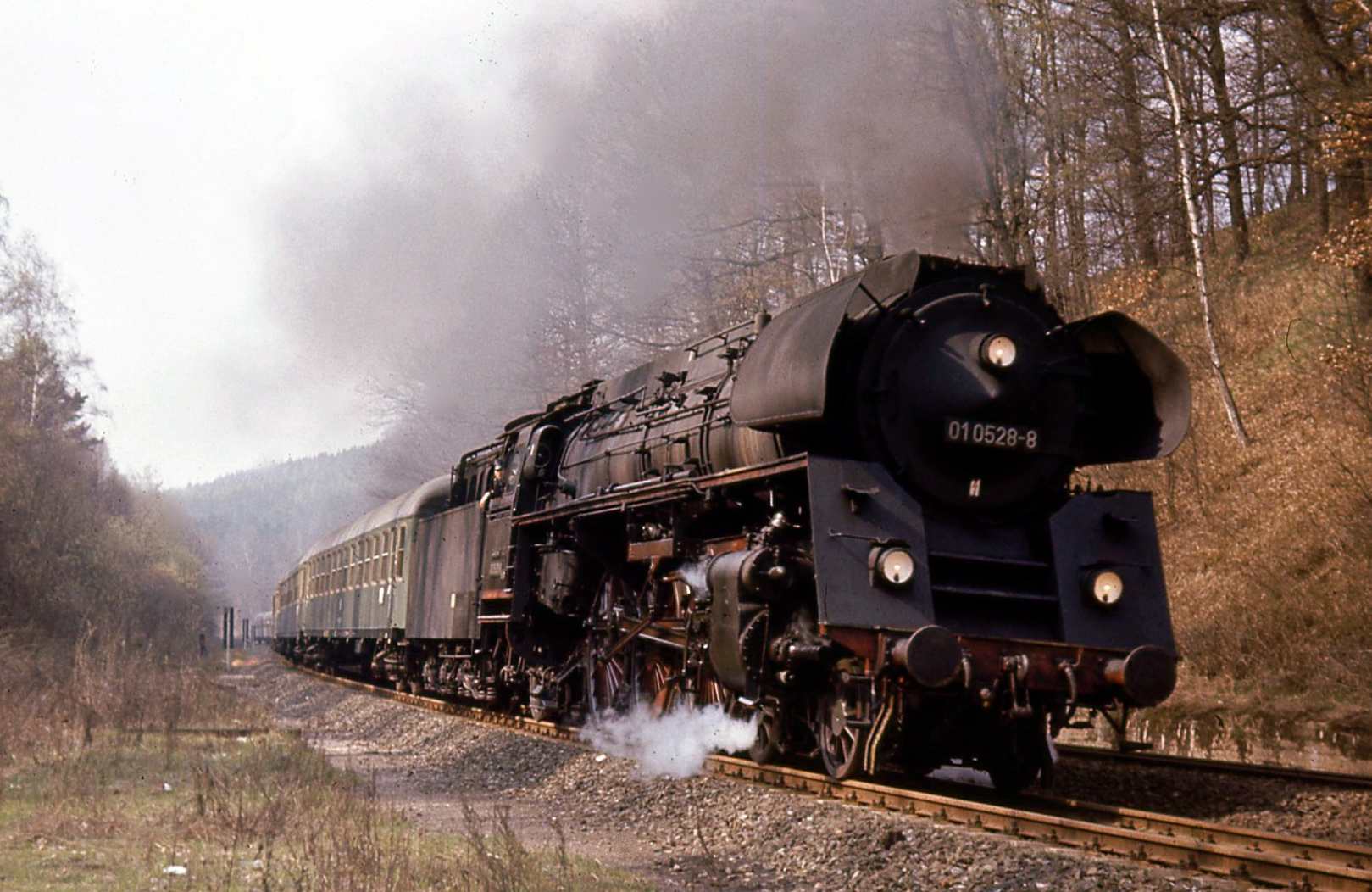
La locomotiva 01 0528-8 all'imbocco del tunnel di Hönebach

| Locomotiva       | Anno ricostruzione |
| ---------------- | ------------------ |
| 01 501 ex 01 174 | 1962               |
| 01 502 ex 01 157 | 1962               |
| 01 503 ex 01 142 | 1962               |
| 01 504 ex 01 224 | 1962               |
| 01 505 ex 01 121 | 1962               |
| 01 506 ex 01 127 | 1962               |
| 01 507 ex 01 136 | 1962               |
| 01 508 ex 01 153 | 1963               |
| 01 509 ex 01 143 | 1963               |
| 01 510 ex 01 139 | 1963               |
| 01 511 ex 01 218 | 1963               |
| 01 512 ex 01 175 | 1963               |
| 01 513 ex 01 152 | 1963               |
| 01 514 ex 01 208 | 1963               |
| 01 515 ex 01 160 | 1963               |
| 01 516 ex 01 117 | 1963               |
| 01 517 ex 01 107 | 1963               |
| 01 518 ex 01 185 | 1963               |
| 01 519 ex 01 186 | 1964               |
| 01 520 ex 01 162 | 1964               |
| 01 521 ex 01 144 | 1964               |
| 01 522 ex 01 184 | 1964               |
| 01 523 ex 01 191 | 1964               |
| 01 524 ex 01 129 | 1964               |
| 01 525 ex 01 219 | 1964               |
| 01 526 ex 01 163 | 1964               |
| 01 527 ex 01 225 | 1964               |
| 01 528 ex 01 119 | 1964               |
| 01 529 ex 01 205 | 1964               |
| 01 530 ex 01 221 | 1964               |
| 01 531 ex 01 158 | 1964               |
| 01 532 ex 01 135 | 1964               |
| 01 533 ex 01 116 | 1964               |
| 01 534 ex 01 203 | 1965               |
| 01 535 ex 01 156 | 1965               |

## Locomotive preservate
Sono state preservate cinque locomotive a vapore della serie 01.5 a partire da marzo 2010: 
- 01 509
- 01 514
- 01 519
- 01 531
- 01 533.